# Sân bay quốc tế Bahrain
Sân bay quốc tế Bahrain (IATA: BAH, ICAO: OBBI) (tiếng Ả Rập: مطار البحرين الدولي; chuyển tự: Matar al-Bahrayn ad-Dowaly) là một sân bay ở Al Muharraq, một hòn đảo ở mũi bắc của Bahrain, phía bắc thủ đô Manama. Đây là trung tâm hoạt động của hãng Gulf Air.
Quý III năm 2006, sân bay này được đầu tư 300 triệu USD để nâng cấp nhà đỗ xe nhiều tầng và khu khu mua sắm gần tòa nhà ga chính cũng như rải lại mặt đường băng chính, hệ thống an ninh.
Sân bay này được xếp hạng 3 sao theo tổ chức Skytrax cùng với 7 sân bay khác.

## Số liệu thống kê
| Năm  | Lượt khách | Năm  | Lượt khách |
| ---- | ---------- | ---- | ---------- |
| 1998 | 3.434.812  | 2002 | 4.147.105  |
| 1999 | 3.950.000  | 2003 | 4.296.979  |
| 2000 | 3.975.000  | 2004 | 5.200.000  |
| 2001 | 3.991.623  | 2005 | 5.600.000  |

## Các hãng hàng không và các tuyến điểms
- Air Arabia (Sharjah)
- Air India (Cochin, Doha, Mumbai, Trivandrum)
  - Indian Airlines (Calicut, Cochin, Doha)
  - Air India Express (Cochin, Doha, Kozhikode, Mangalore, Mumbai, Trivandrum)
- Bahrain Air (Aleppo, Alexandria, Amman, Beirut, Damascus,  Dammam, Doha, Dubai, Kochi, Mashad)
- British Airways (Doha, London-Heathrow)
- Cathay Pacific (Dubai, Hong Kong)
- Cyprus Airlines (Larnaca)
- EgyptAir (Cairo)
- Emirates (Dubai)
- Ethiopian Airlines (Addis Ababa)
- Etihad Airways (Abu Dhabi)
- Gadair European Airlines (Madrid)
- Gulf Air (Abu Dhabi, Amman, Athens, Bangalore, Bangkok-Suvarnabhumi, Beirut, Cairo, Chennai, Cochin, Damascus, Dammam, Delhi, Dhaka, Doha, Dubai, Frankfurt, Hyderabad [starts July 1], Islamabad, Istanbul, Jakarta, Jeddah, Karachi, Kathmandu, Khartoum, Kuala Lumpur, Kuwait, Lahore, Larnaca, London-Heathrow, Manila, Mashad, Mumbai, Muscat, Paris-CharlesdeGaulle, Peshawar, Riyadh, Sanaa, Shanghai-Pudong, Shiraz, Tehran, Trivandrum)
- Iran Air (Dubai, Kuwait, Mashad, Shiraz)
- Iran Aseman Airlines (Dubai)
- Jazeera Airways (Kuwait, Dubai)
- Jet Airways (Mumbai, Kochi)
- Jordan Aviation Airlines (Aqaba)
- KLM Royal Dutch Airlines (Abu Dhabi, Amsterdam)
- Kuwait Airways (Doha, Kuwait)
- Lufthansa (Frankfurt)
- Mahan Air (Tehran-Imam Khoemeini)
- Malaysia Airlines (Kuala Lumpur) [seasonal]
- Oman Air (Doha, Muscat)
- Pakistan International Airlines (Doha, Karachi, Lahore)
- Qatar Airways (Doha)
- Royal Jordanian (Amman)
- Saudi Arabian Airlines (Jeddah, Madinah, Riyadh)
- SriLankan Airlines (Abu Dhabi, Colombo)
- Syrian Arab Airlines (Damascus)
- Tunis Air (Kuwait, Tunis)
- Turkish Airlines (Doha, Istanbul-Atatürk)
- Yemenia (Dubai, Sanaa)

## Các hãng hàng hóa
- Air France Cargo
- British Airways Cargo
- DHL Cargo
- Emirates SkyCargo
- Falcon Air Express
- Falcon Express Cargo Airlines
- FedEx Cargo
- Kalitta Air Cargo
- Lufthansa Cargo
- Martinair Cargo
- TNT Airlines
- Gulf Air Cargo
- Qatar Airways Cargo